# دينيز كوكين
دينيز كوكين (بالتركية:  Deniz Köken)‏ (مواليد عام 1964؛ أوردو، تركيا) هو سياسي تركي وعمدة مدينة أيوب سلطان.

## الحياة الشخصية
ولد في عام 1964 في مدينة أوردو وأكمل تعليمه الجامعي في كلية الاقتصاد بجامعة الأناضول. وشغل منصب رئيس نادي أيوب سبور بين 1994-1999  وشغل منصب نائب الأمين العام لبلدية أنطاليا بين 2004-2009 والأمين العام لبلدية أرضروم بين 2009-2014 وبلدية غازي عنتاب بين 2014-2018. 
فاز في الانتخابات المحلية التركية لعام 2019 حيث كان حزب العدالة والتنمية مرشحًا لبلدية أيوب سلطان بأغلبية 112339 صوتًا. 